# Fetindia
Fetindia – wieś w Rumunii, w okręgu Sălaj, w gminie Meseșenii de Jos. W 2011 roku liczyła 183 mieszkańców.